# ユーディーのアトリエ 〜グラムナートの錬金術士〜
『ユーディーのアトリエ 〜グラムナートの錬金術士〜』（ユーディーのアトリエ グラムナートのれんきんじゅつし Atelier Judie 〜The Alchemist of Gramnad〜）は、2002年6月27日にガストより発売されたPlayStation 2用ソフト。懐中時計などが付属した初回限定版も発売された。また、2003年8月7日にはガストベストプライスとして廉価版も発売された。2010年4月8日にはPlayStation Portable版『ユーディーのアトリエ 〜グラムナートの錬金術士〜 囚われの守人』が発売。
錬金術でアイテムを調合するのが特徴のRPG「アトリエシリーズ」の4作目であり、A4の通し番号を振られている（外伝的作品を除く）。A5にあたる『ヴィオラートのアトリエ 〜グラムナートの錬金術士2〜』と合わせ、特に「グラムナートシリーズ」と呼ばれる。ザールブルグシリーズの最終作である前作『リリーのアトリエ 〜ザールブルグの錬金術士3〜』の少し後の時間軸であり、ザールブルグシリーズに出ていた人物がゲスト出演しており、後のイリスのアトリエシリーズとも繋がっている。

## システム
ゲーム開始からエンディングまでの経過時間に制限がなく、いつエンディングを迎えるかをプレイヤーの自由意志で決定できる点が、従来のアトリエシリーズとは大きく異なっている。イベントに関しても特定の条件を満たしさえすればいつでも発生する。また、一度エンディングを迎えると隠し要素の「マイバウムの塔」が出現するとともに、次のクリア時には「もうひとつの」エンディングが用意されるようになる（エンディングはプレイヤーが選択できる）。
最大の特徴は「品質」、「劣化」の概念。素材アイテムの持つ品質や特性が調合アイテムに受け継がれるシステムとなっており、これを理解してアイテムを調合することが求められる。また、農作物などのなまものは時間の経過により腐り、シリーズではお馴染みの爆弾「フラム」も雨に濡れればしけって使い物にならなくなるなど一部を除くアイテムは劣化する。放っておくとゴミと化すアイテムがある一方で、時間を置くことでワインは熟成して価値を高め、魔法アイテムには魔力が充填されるなど悪いことばかりではない。
食料品や薬など一般的に広く使われる調合アイテムについては各地の量販店での取引が可能となっており、質の高い物を登録しておけばその後、わざわざ調合せずとも購入して利用することが出来るようになっている。ただし、店ごとに品数の制限や店主の腕前による品質制限が設けられており必ずしも万能とは言い難い。
調合のためには5つの都市のいずれかに拠点（工房）を構える必要がある。宿代を支払い、荷物を整理することでいつでも転居可能。各都市ごとに購入できるアイテムや品質、店舗の種類ばかりか、依頼内容の傾向や報酬についても明らかに異なる。他の都市との交通面についてもゲームには大きく影響する。街の特性を知った上で自分のプレイスタイルや当面の目標に即した拠点を選ぶ戦略性も重要な要素となっている。

## ストーリー
ライフ村に住むユーディーは、客の依頼で時間を止めるアイテム「竜の砂時計」の調合を行っていた。その際、彼女の髪の毛が一本釜の中に入ってしまい、それが元で調合は失敗。ユーディーにとってはよくある失敗…のはずだったのだが、その失敗の影響で彼女はなんと200年後の未来へとタイムスリップしていたのであった。途方に暮れるユーディーにヴィトスという青年が救いの手を差し伸べる。彼はユーディーの話を信じ、住処となる宿屋を借り受け、錬金術による仕事も提供してくれたのだが、その正体はやり手の金貸しだった。見知らぬ時代に放り込まれ、多額の借金を背負い込んだユーディーは元の時代への帰還を果たすべく、出会った人々の協力を得ながら、「竜の砂時計」の調合に挑むのだった。

## 舞台
本作品の舞台となるのはグラムナート地方のフィンデン王国である。ユーディーの工房は当初はヴェルンに置かれているが、条件を満たせば他の街に移設できるようになる。
学者の街ヴェルン
ユーディーが最初に訪れた湖上の街。旧王都。研究の盛んな静かな学術都市。特殊施設は「図書館」。
商業の街メッテルブルグ
外洋に面したフィンデン王国の王都。国内最大の商業都市で物流の中心。定期的に国内最大のイベント「王国祭」が催される。
農業の街リサ
農業で栄える小さな街。教会を中心とした牧歌的な街で気性の穏やかな人々が暮らす。特殊施設は「畑」。
女神の街アルテノルト
ファクトア神殿での一攫千金を夢見る冒険者たちが集まってできた街。治安が悪く、呼び名に反して盗賊まがいの連中がたむろしている。特殊施設は「氷室」。
鍛冶の街プロスターク
ボッカム山の麓に位置する鉱山都市。貴重な鉱石を産出するが険阻な土地で屈強な人々が暮らす。特殊施設は「溶鉱炉」。
ファクトア神殿
アルテノルトの近くに位置する古代遺跡。建物は衝撃に脆く、妖精たちが遺跡を維持管理している。古代の"お宝"が眠っており冒険者にとっては魅力的だが、凶暴な怪物も多数住み着いており危険な場所。
マイバウムの塔
メッテルブルグの沖にそびえる謎の塔。入り口には封印が施され、危険な雰囲気を漂わせている。

## スマラクト盤
本作品には従来のシリーズのようなカレンダーが存在せず、目標達成までの時間制限もない。しかし時間の流れは存在し、イベントの発生やアイテムの品質などに影響していく。その時間の管理は「スマラクト盤」という独特の時計によって行なわれる。
スマラクト盤の外周部には12の目盛りが、内周部には10の目盛りが刻まれている。針は長針が1本だけで、内周部の目盛りを指す。外周部の目盛りは宝石のマーク（以下「短針」とする）によって現在位置が示される。
移動や調合など時間のかかる行動を取った場合、最低でも「1単位時間」が経過して長針が動く。長針が1周、つまり10単位時間が経過することで、短針も1目盛り動く。そして短針の2目盛り分（20単位時間）が「1刻」という単位に換算される。短針用の目盛りは12なので、短針は6刻=120単位時間で1周することになる。
「刻」は盤の上部から時計回りに竜、炎、陽、鍵、雷、月と呼ばれ、たとえば短針が竜の範囲にある間が「竜の刻」となる。なお、設定上は10単位時間が通常の「1日」にあたり、1刻とは2日である。ただしゲーム中で昼夜の区別はない。

## 登場人物

### 主要キャラクター
ユーディー / ユーディット・フォルトーネ（Judith Volltone）
声 - 神田理江
本作の主人公。10月10日生まれ、16歳。身長160cm。体重50Kg。数年前に魔法の薬屋を営んでいた親を亡くし、一人で店を切り盛りしている錬金術師の少女。ある日、"時のお守り"という時間を操る商品を作るための調合中に、思わぬ事故で薬が爆発してしまう。相棒のオウム・フィンクと共に200年後の未来に飛ばされてしまった。たまたま通りかかったヴィトスに生活の場を用意して貰ったものの借金を背負い込むこととなり、錬金術で生計を立てながら、借金を返しつつ元の時代に帰るための手段を探すことになる。人好きのする明るく活発な性格ながらおっちょこちょいな所があり、行く先々で騒動を起こすことから「嵐の風雲児」と呼ばれる。また、彼女の服装はこの時代の人々からは奇異にみられる。
時を止める竜の砂時計を調合し、200年後でも十分通用する錬金術を駆使するなど腕前は良い。
ヴィトス・ロートス（Witoss Lotos）
声 - 伊藤浩資
時間移動をしたユーディーが最初に出会ったこの時代の人間。1月2日生まれ、20歳。身長172cm。体重55Kg。彼女の話を信じ、彼女がこの時代で生きていけるように宿屋の一室を拠点として借りてくれたのだが、実はその道では「鷹のロートス」の二つ名で知られるやり手の金貸しであり、ユーディーも返済能力を見込まれてまんまと彼の顧客にされただけであった。グラムナート一の金貸しになるという目標を持っており、金を貸した相手をどこまでも追いかけ容赦なく取り立てるなど私情を挟まぬ冷徹な仕事ぶりで恐れられているが、返す意思はあるが当てのない人間に働き先を見つけてくるなど非情な性格ではない。彼に借金（時間の経過により最高で元金の5倍）を返さない限り、所有アイテムをカタにとられてしまう。冒険者としては初期から安価で雇用でき役立つスキルを持つため序盤は重宝するが、商売柄やや嫌われている。
ラステル・ビハウゼン（Rastel Biheusen）
声 - 高橋美紀
メッテルブルグの貴族の令嬢。2月1日生まれ、16歳。身長159cm。体重48Kg。魔法や妖精など不思議なことが大好きなロマンチストでユーディーの身の上をあっさり信じ、彼女に興味を持つ。その後は彼女の一番の親友となっていく。いつか素敵な王子様が現れると信じており、見合いを嫌って家を飛び出してしまうなど大胆な面も。歌が得意でユーディーと一緒にグラムナート各地を旅しながら各地に伝わる歌を学び、歌の持つ不思議な力で冒険に挑む。雇用費はタダだが戦力としてはまったく期待できない。また初期スキルを除き、残りはすべてイベントで習得するため、ラステルのためには全都市に一度は拠点を構える必要がある。
パメラ・イービス（Pamela Ibis）
声 - 利田優子
メッテルブルグの宿屋「黒猫亭」の客室に住みついた幽霊の少女。過去の記憶を忘れているせいでプロフィールはほとんど不詳。幽霊とは思えないほど明るく楽観的な性格。ユーディーの元いた時代と彼女が幽霊になった時代が近いようで（それでも数十年の開きがある）、彼女とは話が合う。冒険者として雇用可能であり、雇用費はタダ。敵からの物理攻撃を一切受けない特徴を持つが、魔法攻撃は受けてしまうので、戦闘不能状態に陥ることはある。なお、パメラのみ戦闘不能状態で戦闘を終了すると成仏してしまい、以後ゲーム中には登場しなくなってしまう。また装備による強化は一切出来ない。彼女だけはメッテルブルクに拠点を移さない限り登場すらしない。
なおパメラに関しては本作以降のアトリエシリーズやその関連作品にも度々登場している（詳細はアトリエシリーズ#パメラ・イービスを参照）。
クリスタ・シュルツェ（Christa Shurze）
声 - 近藤光世
アルテノルトの盗賊団シュルツェ一家の娘。5月29日生まれ、16歳。シュルツェ一家は地元では英雄視されているが他の街では恐れられており、良きに付け悪しきに付け「シュルツェの娘」としか見られないことを嫌い、自らのアイデンティティーを求めている。出自や素行をあまり気にしないユーディーとは仲の良い友達となる。手癖は多少悪いが、性格は明るく、面倒見がいい。優秀なスキルを持ち、ファクトア神殿の宝箱を解錠できる為、非常に役に立つ。クリスタを雇って旅をすると、途中で盗賊に襲われることがないが、アルテノルトを除く四都市で人気レベルにマイナス修正がかかってしまう。
メル / エスメラルダ（Esmeralda）
声 - 波岡晶子
女剣士。12月6日生まれ、23歳。かつて大量発生したモンスターの襲来からリサを守ったことで「リサの女神」と敬われる剣の達人。修行のためグラムナート各地を渡り歩いている。凛として、自分に厳しく他人に優しい性格から人々に好かれている。年下のユーディーを妹のように扱う。読書家でとりわけ童話がすきという年頃の女性らしい一面がある一方、料理の腕はいまいち。街に滞在中は長い髪をほどき軽装だが、ひとたび街を出ると甲冑に身を固め、髪も結い上げるなど容姿が変わる。雇用費こそ高額だが最高クラスの冒険者としてとても頼れる存在。彼女に関してはハンデらしいハンデがない。
ヘルミーナ（Hermina）
声 - 尼子真理
旅に出たリリー先生を探しつつ、ライバルのイングリドと雌雄を決すべく、修行の旅を続ける若き日のヘルミーナ。1月14日生まれ、18歳。言わずと知れたザールブルグ地方出身の錬金術士で薬物や魔術を得意技とする。かなり歪んだ性格からグラムナート各地でも様々な騒動を引き起こし「魔女」と恐れられている。初登場となった「エリーのアトリエ」同様に性格は悪いが面倒見は良く、高度な錬金術の知識を活かして、ユーディーの相談に乗ってくれることもあるが、ユーディーのベッドで寝ているなど図々しい。ヴィトス同様に初期から雇用でき、彼女を雇用することで得られるレシピも存在する。能力的には劣るものの、ユーディー同様に戦闘中アイテムを使用することが出来るため、高性能な調合アイテムが揃う終盤ではかなり重宝する。
マルティン・クローム（Martin Chrom）
声 - 三宅健太
リサで農業を営みつつ、冒険者としても活動している屈強な男。7月24日生まれ、28歳。陽に焼けた褐色の肌を持ち、快活で朗らかな性格をしている。農作業で鍛え上げた腕っ節は強く、冒険者としてはパワー型の戦士として雇えるが、畑の管理のため遠方への同道は拒まれる。彼のイベントをこなすことで壊れたアイテムを農作物として再生できる畑を利用できるようになるが、ヘンなものを埋めてしまうとひどく嫌われる。
オヴァール・アイスベルク（Oval Eisberg）
声 - 関根宏次
アルテノルトの氷室の番人。堅物で融通が利かず愛想がない。錬金術に興味を持っており、ポストの弟子にあたる。彼とのイベントを進めることでアイテムの劣化を防ぐ氷室を利用できるようになり、便利なアイテムを譲り受けることも。
アデルベルト・ホッカー（Adelbert Hocker）
声 - 茂木優
優れた剣の腕を持つ冒険者。11月9日生まれ、20歳。徹底的にツキに見放されており、自他共に認める「不幸の星の戦士」。街に出れば財布をすられ、外出すれば雨に降られ、街道を歩けば盗賊にからまれるなど、行く先々で常に不幸やトラブルに巻き込まれてしまう。本人もこの事に深く悩んでおり、どうにか改善できないものかと考えている。初期に雇用できる冒険者としては本格的な戦闘要員だが、スキルを使えば自爆し、街道を歩けばロクでもない事（敵に襲撃されたり、悪天候に見舞われる）ばかり遭遇するなどハンデが多い。ただし、成長させると最強クラスの冒険者となる。
コンラッド・イオ（Konrad Io）
声 - 久保田隆
トレジャーハンター。5月19日生まれ、18歳。遺跡探索の魅力に取り憑かれ、故郷を飛び出してグラムナートにやって来た。伝承や過去の文明に詳しく、学者であるポストとも親しい。戦闘向きのスキルが少ないせいで冒険者としては見劣りするが、アイテムの鑑定やトラップ除去、宝箱の解錠を得意とする。活発で一つ所に留まっていられない性格故に、街に長期滞在（拠点での調合作業など）しているとパーティを抜けたいと言い出す。また、特定の街におらず一定の確率で様々な場所に現れる。
ボーラー・クヴェレ（Bohrer Quelle）
声 - 三宅健太
プロスタークの溶鉱炉「ケルツェ」の管理者。4月27日生まれ、32歳。鍛冶の街プロスタークの顔役で街の発展と安全を願い、溶鉱炉の管理だけでなく、行商人の護衛やモンスターの討伐など幅広い活動を忙しくこなしている。寡黙で堅物な性格故に自由奔放なユーディーにあまり好感を持たないものの、冒険者として力を貸してくれる。即戦力となりうる高い能力を有し、マルティンとの強力な合体攻撃を持つなど頼りになる冒険者であるが、溶鉱炉の管理のため遠方への同道は拒まれる。彼とのイベントを進めることで溶鉱炉が使用可能となり、鉱石アイテムをインゴット（金属塊）に加工したり、インゴットから武器・防具への加工が可能となる。
パルク・スティフェル（Park Stifel）
声 - 高橋良吉
メッテルブルグの人気司会者。誰よりも目立つ服装をしており、王国祭は彼の独壇場となる。人目につかない場所で発声練習をするなど日頃から努力を欠かさない。女性には大変モテる。
9月14日生まれ。
ポスト・コールシュタット（Post Kohlstadt）
声 - 園部啓一
ヴェルンの図書館で古代文明を研究する老学者。 10月2日生まれ。甘いおやつが大好きだが、医師からは健康の為に止められている。他の者では鑑定できない珍しい属性を持つアイテムも鑑定できる学識を持つ。道楽として、鑑定は無料でしてくれる。ゲーム終盤ではユーディーが元の世界に帰還する手助けをしてくれる。
デュオニュース・フォン・フィンデン
フィンデン王国の国王。天覧武術大会の開催の時にしか姿を現さない。極度の戦闘マニアらしく、戦いぶり（単に強敵に勝つだけではなく、技や魔法を駆使して華麗な戦いをする必要がある）に応じた賞品をくれる。
スフィア（Sphere）
声 - 花澤香菜
PSP版に登場するキャラクター。誕生日不明。過去の記憶を失った少女。小柄で大人しい性格だが、ユーディーに対して時々鋭いツッコミを入れることがある。賢いが、妄想癖がある。

### ボスキャラクター
普通のRPG同様、強大なボスキャラが出現し、また、エンディングを迎えるために必ず倒さなくてはならない。アルテゲヴェルトを除くボスはマイバウムの塔にも出現するため、再戦できる。
オオオニマタンゴ
リサ奥地に出現するキノコの怪物。倒しておかないと冒険に必要な素材アイテムを集められない。
タオパペット
ファクトア神殿地下2階に出現する巨大な鎧の怪物。物理攻撃しか受け付けない特徴を持つ。ヴェルン奥地にも出現することがある。
ベビースピリット
ファクトア神殿地下4階に出現する赤ん坊の幽霊。MP攻撃しか効かない特徴を持つ。
アルテゲヴァルト
ファクトア神殿地下6階に出現する竜。元は小型のトカゲが神殿の魔力を得て巨大化した。ユーディーの帰還に必要な「竜の砂時計」の材料となる「竜の角」を得るために、必ず倒さなければならない。
魔王ザウゼン
エンディング後に出現する「マイバウムの塔」に封印されていた魔王。魔王の打倒がもう一つのエンディングを迎えるための条件となっている。

## 王国祭
ボッカム山の噴火を合図に、ボッカム山噴火後の次の竜の刻から始まるメッテルブルクでのイベント。次の3つのイベントから2つまで選んで参加できる。
天覧武術大会
相手の強さに応じて、お子様の部、少年の部、青年の部、壮年の部にクラス分けされている。参加すると何がしかの武器を参加賞として貰えるが、戦い方で国王デュオニュースに感銘を与えたり、優勝あるいは強いクラスで上位進出したりするほど、上等の武器が貰える可能性が高くなる。
びっくりアイテム展覧会
珍しいアイテムを競う会。☆の数が多いアイテムを出品すると有望である。優勝すると賞金が貰える。他と比べ少額でボーナスアイテムもないが、連覇すると倍額貰える。
キノコ狩り競争
メッテルブルグ採取地で時間内に採ったキノコの数を競う会。キノコの種類に応じて得点が異なり、得点に応じて賞金と賞品のヤドクタケが貰える。

## テーマソング
エンディングテーマ1「はるかな刻の彼方でも」
作詞 - 吉池真一 / 作曲・編曲 - 小林正幸 / 歌 - 千葉紗子
挿入歌「エーレ・グラムナート」
作詞 - 土屋暁 / 作曲・編曲 - 小林美代子 / 歌 - 高橋美紀
エンディングテーマ2「思い出を背にして」
作詞・作曲・編曲 - 小林正幸 / 歌 - 千葉紗子

## 関連書籍
ユーディーのアトリエ 公式ガイドブック
ゲーム序盤のガイドを中心に、制作者の座談会、声優やキャラクターデザイナーのインタビューなどが掲載されている。デジキューブ刊。ISBN 4-88787-041-8
ユーディーのアトリエ 〜グラムナートの錬金術士〜 公式パーフェクトガイド
ファミ通編集部による攻略本。エンターブレイン刊。ISBN 4-7577-0967-6
ユーディーのアトリエ 〜グラムナートの錬金術士〜
工藤治による小説。イラストは双羽純。エンターブレイン刊（ファミ通文庫）。ISBN 4-7577-0988-9
ユーディーのアトリエ 時を超えたメッセージ
紺野たくみによる小説。イラストは双羽純。メディアワークス刊（電撃G's文庫）。ISBN 4-8402-2198-7
ユーディーのアトリエ アンソロジーコミック
アンソロジーコミック。エンターブレイン刊（ブロスコミックス）。ISBN 4-7577-0949-8
ユーディーのアトリエ 〜グラムナートの錬金術士〜 コミックアンソロジー
アンソロジーコミック。光文社刊（火の玉ゲームコミックシリーズ）。ISBN 4-334-80567-1
ユーディーのアトリエ もうひとつの記憶
飛鷹ゆうきによるオールカラー漫画。ファミ通PS2での連載をまとめたもの。基本的にゲームのストーリーをなぞった内容であるが、所々にオリジナルの部分がある。エンターブレイン刊（ブロスコミックスEX）。ISBN 4-7577-1617-6
ガスト・イラストレーションズ
『ファルカタ 〜アストラン・パードマの紋章〜』から『ユーディーのアトリエ』までのガスト作品のイラストを集めた書籍。ビレッジセンター出版局刊。ISBN 4-89436-144-2
ユーディーのアトリエ&アトリエシリーズ ビジュアルファンブック
『ユーディーのアトリエ』を中心にアトリエシリーズを紹介している書籍。イラストのほか、設定資料や楽譜なども掲載されている。エンターブレイン刊。ISBN 4-7577-1442-4

## Webラジオ
PSP版発売に関連して、公式サイトでWebラジオが2010年4月5日から4月7日まで配信された（全3回）。パーソナリティは花澤香菜。